# Frans Johan Sheldon

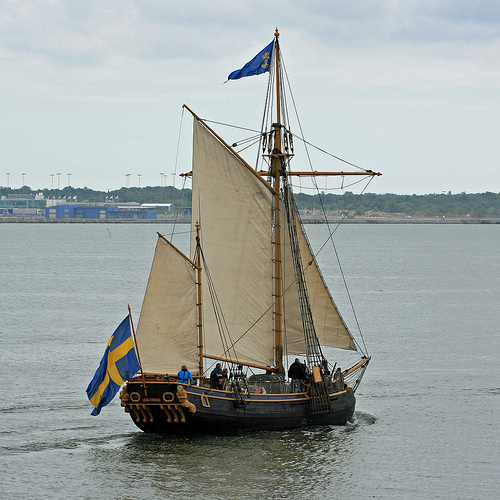
Replika av Postjakten Hiorten

Frans Johan (Francis John) Sheldon, född 29 juni 1660 i Göteborg, död 15 december 1692 i Karlskrona, var en svensk skeppsbyggnadsmästare.
Frans Johan Sheldon var äldste son till skeppsbyggnadsmästaren Francis Sheldon, som hade rekryterats till Sverige 1659 från England tillsammans med Thomas Day och Robert Turner för att arbeta med statens byggnation av örlogsfartyg. Fadern arbetade först på Gamla Varvet i Göteborg och 1866-1672 på Stockholms skeppsgård på Skeppsholmen, innan han återvände till England med fru och dotter efter missnöje med utbetalningar av lön och ersättningar från Kronan. Senare arbetade han på Riga skeppsgård 1677-1683.
Frans Johan Sheldon utbildades till skeppsbyggare av sin far, bland annat i Riga till 1683. Han började därefter arbeta som mästerknekt (underskeppsbyggmästare) på det 1680 grundade örlogsvarvet i Karlskrona. När dess skeppsbyggmästare Robert Turner dog 1686, övertog han dennes post som 26-åring. Han ledde bygget av tre linjeskepp fram till sin död 1692, bland andra Victoria (1690) och Prinsessan Hedvig Sofia (1692). Han konstruerade också postjakten Hiorten
Han efterträddes som skeppsbyggmästare i Karlskrona av sin bror Charles Sheldon.